# Première dame du Guyana

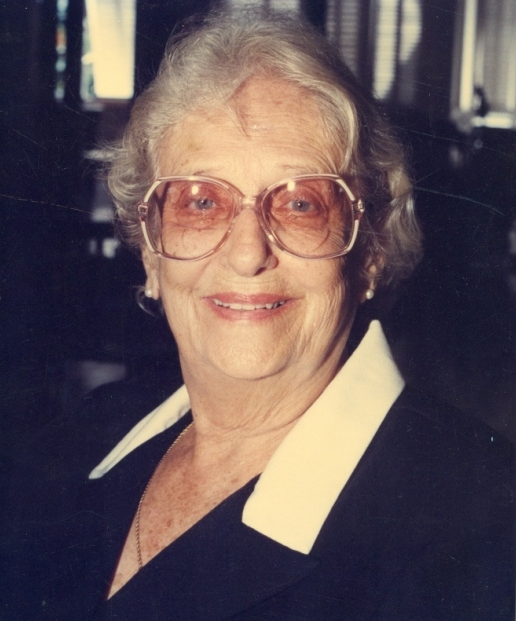
Portrait photographique de Janet Jagan, née Janet Rosalie Rosenberg, Première dame du Guyana de 1992 à 1997.

La Première dame du Guyana est un rôle occupé par l'épouse du président du Guyana. L'actuelle Première dame du Guyana est Arya Ali, épouse du président Irfaan Ali, qui remplit ce rôle depuis août 2020.

## Liste
| Nom                 | Début            | Fin              | Président      |
| ------------------- | ---------------- | ---------------- | -------------- |
| Doreen Chung        | 17 mars 1970     | 6 octobre 1980   | Arthur Chung   |
| Viola Burnham       | 6 octobre 1980   | 6 août 1985      | Forbes Burnham |
| Joyce Hoyte         | 6 août 1985      | 9 octobre 1992   | Desmond Hoyte  |
| Janet Jagan         | 9 octobre 1992   | 6 mars 1997      | Cheddi Jagan   |
| Yvonne Hinds        | 6 mars 1997      | 19 décembre 1997 | Sam Hinds      |
| Vacant              | 19 décembre 1997 | 11 août 1999     | Janet Jagan    |
| Varshni Jagdeo      | 11 août 1999     | 2007 (divorcés), | Bharrat Jagdeo |
| Vacant              | 2007             | 3 décembre 2011  | Bharrat Jagdeo |
| Deolatchmee Ramotar | 3 décembre 2011  | 16 mai 2015      | Donald Ramotar |
| Sandra Granger      | 16 mai 2015      | 2 août 2020      | David Granger  |
| Arya Ali            | 2 août 2020      | en cours         | Irfaan Ali     |